# Helsingfors svenska bostadsstiftelse
Helsingfors svenska bostadsstiftelse är en finländsk bostadsstiftelse.
Bostadsstiftelsen grundades 1955 av ett flertal finlandssvenska föreningar och företag med syftet att erbjuda förmånliga och goda bostäder för den finlandssvenska befolkningen i Helsingfors. Bakgrunden var efterkrigstidens bostadsbrist samt att därigenom erbjuda mindre bemedlade finlandssvenska familjer bostäder enligt samtidens nya riktlinjer för sund boendemiljö. Under åren 1957–1970 byggdes med bistånd av Aravalån ett tjugotal så kallade "svenska gårdar" eller "svenskhus" i huvudstadens nya förorter, bland annat Hertonäs, Munkshöjden och Kårböle. En drivande kraft i projektet var stiftelsens ombudsman Vivan Juthas.
Numera (2012) har samtliga svenskhus avyttrats utom husen i Gårdsbacka (sedan 1967) och Nordsjö (1970). År 2009 öppnades bostadskvarteret Sesam i Arabiastranden som är ett samarbete mellan bostadsstiftelsen, OP-Pohjola, Finlands svenska synskadade och Folkhälsan. I Sesam finns utöver handikappvänliga lägenheter bland annat ett daghem och en kvartersskola, som lyder under Kottby lågstadium. Bostadsstiftelsen uppmärksammades 1970, då tidningen Svenska Demokraten (numera Arbetarbladet) på lösa grunder hävdade att en bostad i svenskhusen krävde medlemskap i Svenska folkpartiet.